# カサゴ属
カサゴ属 （Sebastiscus） は、スズキ目メバル科に属する根魚の属の一つ。太平洋西部の暖海域に分布し、沿岸の岩礁や海中林などに生息する。

## 分類
本属は1904年にデイビッド・スター・ジョーダンとエドウィン・チャピン・スタークスによって1829年にジョルジュ・キュヴィエによって記載されたSebastes marmoratus(現在はカサゴのシノニム)をタイプ種として記載された。1984年に属として独立するまではメバル属の亜属という位置付けであった。

## 特徴
ジョーダンとスタークスは本属はメバル属のSebastodes亜属に似ていると述べ、Pteropodus亜属にも似るが背鰭棘条が12本であることから見分けられるとした。ユメカサゴ属とは鰾の有無で見分けられる。

## 分布・生態
本属は日本、韓国からフィリピンまでの西太平洋地域に分布し、ノルウェーとオーストラリアでの記録は船舶のバラスト水に紛れて移入されたものだと考えられる。卵胎生であり、体内受精を行う。

## 種
2023年現在、カサゴ属は、4種。
- アヤメカサゴSebastiscus albofasciatus (Lacépède, 1802)
- カサゴ Sebastiscus marmoratus (G. Cuvier, 1829)
- ウッカリカサゴ Sebastiscus tertius (Barsukov & L. C. Chen, 1978)
- Sebastiscus vibrantus Morishita, Kawai & Motomura, 2018[6]